# Havskorp
Havskorp (Hemitripterus americanus) är en fiskart som först beskrevs av Gmelin, 1789.  Havskorp ingår i släktet Hemitripterus och familjen Hemitripteridae. Inga underarter finns listade i Catalogue of Life.